# Nhức đầu do thay đổi thời tiết

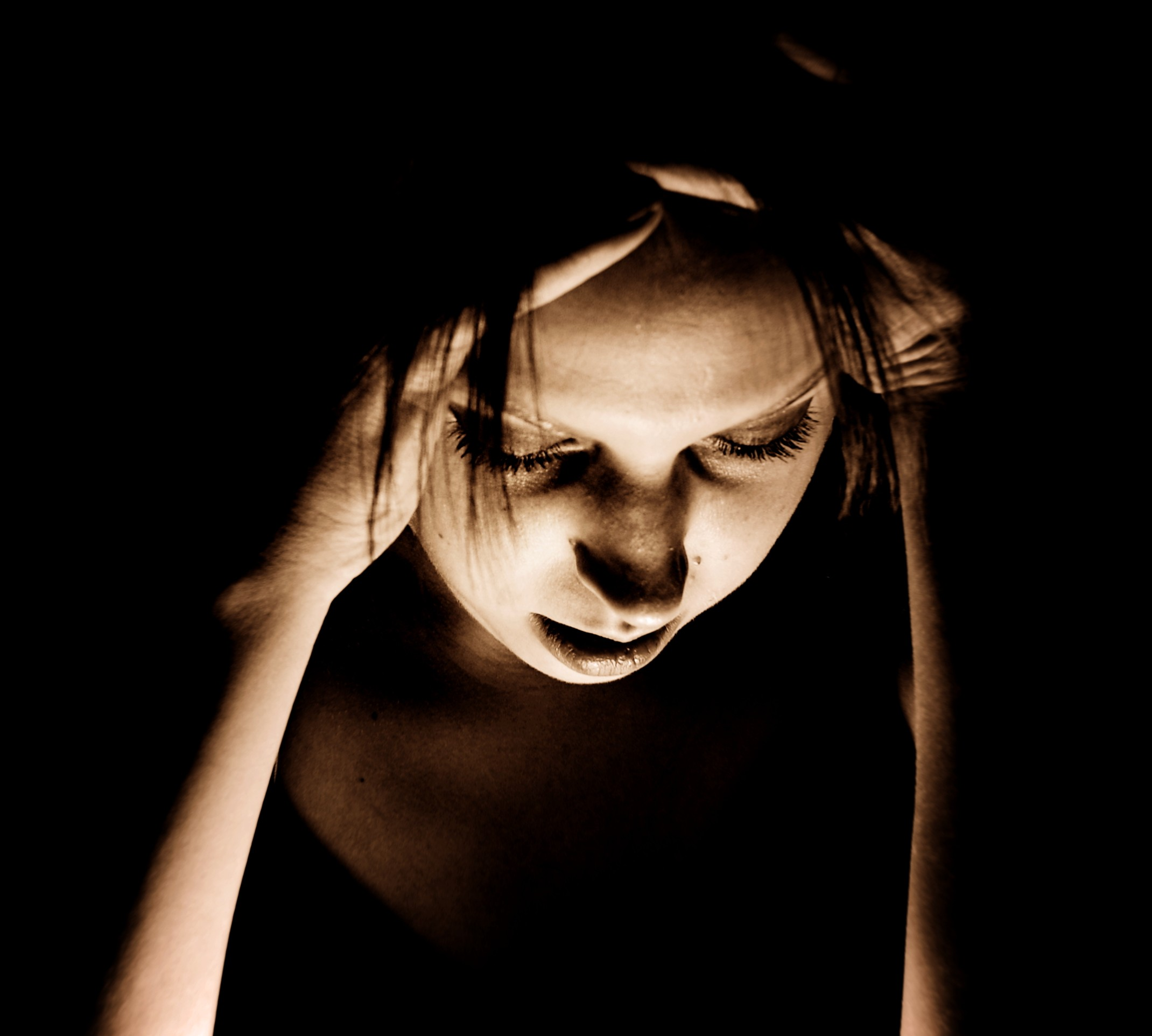
Một người đang nhức đầu

Nhức đầu do thay đổi thời tiết là hiện tượng đau, nhức đầu với tác nhân là sự thay đổi bất thường của thời tiết (nhiệt độ, độ ẩm, áp suất không khí, sự thay đổi về thời tiết từ nóng sang lạnh và ngược lại, thay đổi hướng gió, gặp mưa, thời tiết âm u....) làm cho mạch máu trong khu vực đầu giãn ra tạo hiện tượng đầu đau quay cuồng, như búa bổ và có tiếng đập nhẹ ở trong đầu hay hai bên thái dương. Đây là nguyên nhân thường gặp nhất nhưng nhức đầu do thay đổi thời tiết không gây ảnh hưởng nghiêm trọng tới sức khoẻ và thường không để lại di chứng. Một loại bệnh khác liên quan là rối loạn vận mạch, và biểu hiện sớm của chứng đau nữa đầu.

## Thực nghiệm
Theo một nghiên cứu được đăng tải trên tạp chí Neurology thì nhiệt độ tăng cao khiến nhiều người bị đau đầu phải cấp cứu. Các nhà nghiên cứu cho rằng, với mức tăng nhiệt khoảng 5 độ C thì trong ngày hôm sau, tỉ lệ người đau đầu phải nhập viện tăng lên 7,5%. Và khi áp suất không khí giảm - hiện tượng xảy ra trước khi trời mưa, cũng liên quan đến việc gia tăng số người bị đau đầu trong 48 - 72 giờ sau đó.

## Điều trị
- Căn bệnh này thường chỉ điều trị triệu chứng và hầu như không thể điều trị dứt điểm. Uống thuốc giảm đau chỉ có tác dụng điều trị tạm thời, lưu ý không nên lạm dụng thuốc giảm đau, chỉ nên uống khi cơn đau quá dữ dội.[1][2]
- Quan tâm đến dự báo thời tiết để có những chuẩn bị kịp thời cho sức khỏe và có kế hoạch dùng thuốc giảm đau hợp lý.
- Ăn nhiều rau xanh, rau quả có nhiều vitamin C hay cũng có thể uống các loại thuốc bổ B1, B6, B12...[1][2]
- Tránh làm việc dưới trời nắng gắt, nếu phải ra ngoài nắng nên đội mũ rộng vành, đeo kính mát, về mùa đông, nên mặc ấm và đội mũ giữ ấm đầu.[1][2]
- Tập thể dục các môn thể thao nhẹ, các bài tập dưỡng sinh học thở sâu...[1][2]